# Akademia Handlu Zagranicznego we Lwowie
Akademia Handlu Zagranicznego we Lwowie – jedna z czterech polskich uczelni we Lwowie w dwudziestoleciu międzywojennym, działająca w latach 1937–1939; wcześniej od 1922 do 1937 pod nazwą Wyższa Szkoła Handlu Zagranicznego.

## Historia
Poprzedniczkami tej uczelni były:

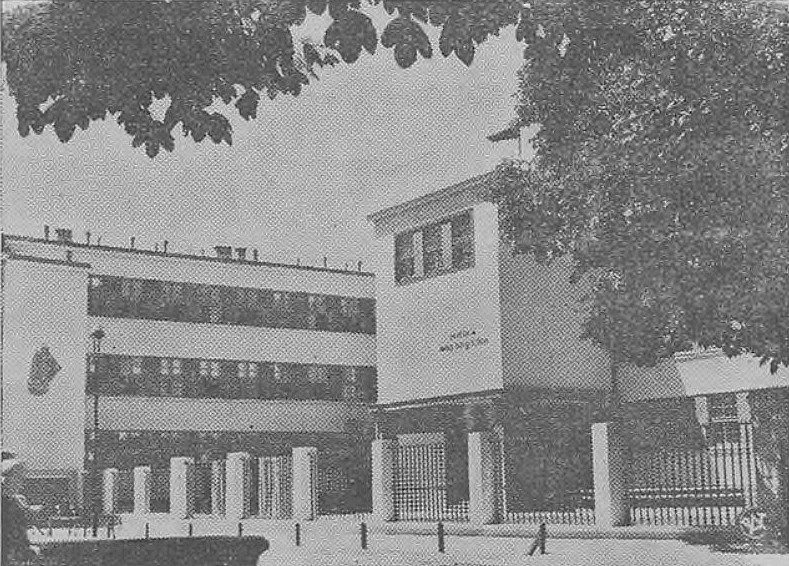
Otwarty w połowie 1939 nowy gmach AHZ

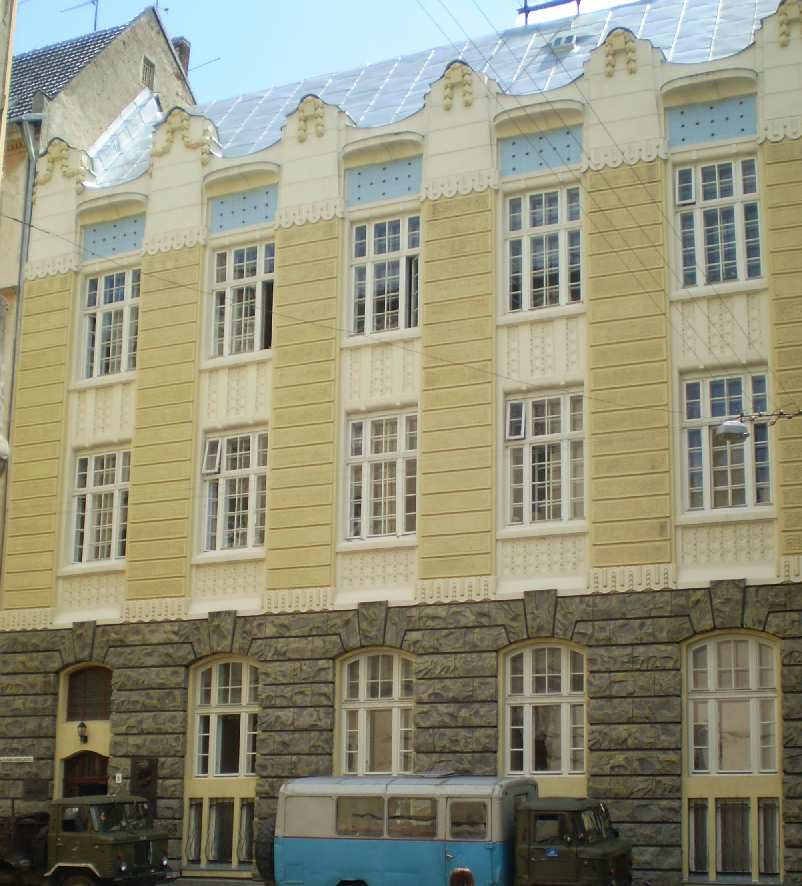
Przedwojenna siedziba Akademii Handlu Zagranicznego we Lwowie (obecnie w budynku mieści się Lwowska Narodowa Akademia Muzyczna)

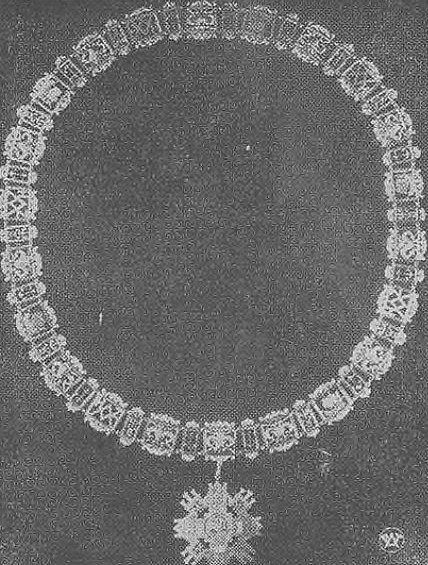
Łańcuch rektorski uczelni (1938)

- utworzona w roku 1817 3-letnia państwowa szkoła realno-handlowa, która w 1845 otrzymała nazwę Akademii Realno-Handlowej
- istniejąca od 1875 szkoła średnia o nazwie Akademia Handlowa, odłączona od Szkoły Politechnicznej we Lwowie, przekształcona w 1894 w średnio-wyższą 4-letnią Państwową Szkołę Handlową (PSH) z polskim językiem nauczania
- powstała w 1922 na bazie PSH 4-letnia Wyższa Szkoła Handlu Zagranicznego przekształcona w 1937 w Akademię Handlu Zagranicznego (z prawem nadawania stopni magisterskich)
- w okresie II wojny światowej i okupacji sowieckiej Kresów Wschodnich nazwa uczelni została przemianowana na Lwowski Instytut Handlu Radzieckiego.

Siedzibą AHZ był zbudowany w latach 20. XX w. gmach przy ul. Bourlarda 5, później uczelnia miała jeszcze budynek przy ul. Sakramentek 10 (architekt Wawrzyniec Dayczak). W połowie 1939 otwarto nowy gmach uczelni.
Absolwenci AHZ poznawali ogólną wiedzę handlową, a także zasady handlu zagranicznego i służby konsularnej, obejmujące zagadnienia prawne, geografię gospodarczą świata i towaroznawstwo. Była w II RP jedyną uczelnią, kształcącą fachowców dla polskiej służby konsularnej.
Po zaliczeniu do grona szkół wyższych Akademia Handlu Zagranicznego we Lwowie w 1938 otrzymała łańcuch rektorski ze srebra złoconego, wykonany według projektu Rudolfa Mękickiego. W 1938 ogłoszono statut Akademii Handlu Zagranicznego we Lwowie, jako prywatnej szkoły akademickiej.

## Rektorzy
Pierwszym rektorem Wyższej Szkoły Handlu Zagranicznego – od 1922 do 1930 r. był prof. Antoni Pawłowski (1859–1942) – założyciel szkoły w 1922 r. W 1930 r. rektorem wybrany został prof. prawa handlowego i wekslowego UJK we Lwowie Aleksander Doliński, który kilka miesięcy później zmarł (23 grudnia 1930 r.). Po śmierci prof. Dolińskiego rektorem wybrany został prof. Henryk Korowicz (rozstrzelany przez Niemców 11 lipca 1941), który godność tę piastował do 1939 r. Tuż przed wojną rektorem AHZ został matematyk prof. Stanisław Ruziewicz (również zastrzelony przez Niemców w 1941). W czasie okupacji niemieckiej Lwowa (30 czerwca 1941 – 23 lipca 1944) rektorem tajnej Akademii Handlu Zagranicznego był m.in. prof. August Zierhoffer.

## Wykładowcy
Oprócz siedmiu profesorów etatowych na AHZ wykłady prowadzili również profesorowie Uniwersytetu Jana Kazimierza: nauki prawne (m.in. prof. Kazimierz Przybyłowski, prof. Mieczysław Honzatko i doc. Marian Zimmermann) i geograficzne, oraz z Politechniki Lwowskiej (prof. Kazimierz Zipser) i bankowcy (m.in. dr Stefan Uhma, dyrektor Komunalnej Kasy Oszczędności Miasta Lwowa), a także inni polscy uczeni, m.in.: Stefan Inglot, Zygmunt Czerny, Julian Czyżewski, Antoni Wereszczyński.

## Absolwenci i studenci
- Zdzisław Papierkowski – polski specjalista z zakresu prawa karnego, profesor prawa,
- Wincenty Jordan Rozwadowski ps. „Pascal” – polski dowódca wojskowy (porucznik Wojska Polskiego II RP), w czasie II wojny światowej as polskiego wywiadu we Francji, dowódca siatki wywiadowczej F2,
- Stefan Stefański – polski muzealnik, kustosz, regionalista, bibliofil, numizmatyk,
- Michał Maria Świtalski – polski żołnierz i działacz niepodległościowy.
- Jan Vogt – poseł na Sejm PRL.

## Literatura
- A. Redzik, Szkic z dziejów szkolnictwa wyższego we Lwowie, „Niepodległość i Pamięć”, nr 24, 2006, s. 93–109.
- R. Domaszkiewicz, Akademia Handlu Zagranicznego we Lwowie 1939–1945, [w:] Lwowskie środowisko naukowe w latach 1939–1945. O Jakubie Karolu Parnasie, pod red. Ireny Stasiewicz-Jasiukowej, wyd. 4, Warszawa 1993, s. 99–108.